# Pierwsza noc wolności
Pierwsza noc wolności (tytuł oryginalny: Nata e parë e lirisë) – albański film fabularny z roku 1984 w reżyserii Esata Musliu.

## Opis fabuły
Akcja filmu rozgrywa się w Beracie, który jesienią 1944 r. stał się siedzibą dowództwa Armii Wyzwolenia Narodowego. Partyzanci przejmują kontrolę nad miastem i część z nich próbuje w nim zaprowadzić porządek i zapobiec samosądom.
Film realizowano w Tiranie.

## Obsada
- Artan Imami jako komisarz Hodo
- Mimoza Gjiriti jako Nazo
- Gentian Basha jako Dino
- Thimi Filipi jako dowódca brygady
- Timo Flloko jako Czeczen
- Nikolla Llambro jako Gaqo
- Sheri Mita jako przewodniczący Rady
- Sulejman Pitarka jako piekarz
- Jorgaq Tushe jako Nazif
- Paskal Prifti jako komendant ballistów
- Valentina Xhezo jako dziewczyna
- Lutfi Hoxha jako Hamall